# 河野有香
河野 有香(こうの ゆか、英語: Yuka Kono 1992年8月23日 - )は、日本の元フィギュアスケート選手(女子シングル)。広島県広島市出身。倉敷翠松高等学校、中京大学卒業。2010年メラーノ杯2位。現在はプロフィギュアスケート選手として、プリンスアイスワールドチームの一員として活動している。

## 経歴
2007-08シーズン、全日本ジュニア選手権に初出場し28位に終わる。2009-10シーズン、2度目の出場となった全日本ジュニア選手権で13位となる。
2010-11シーズン、2010/2011 ISUジュニアグランプリ出場選手選考では補欠に止まったものの、初めての国際競技会となった2010年メラーノ杯で2位に入る。初出場となった全日本選手権では16位に終わる。
2014-15シーズンで現役を引退し、現在はプロフィギュアスケート選手とし、プリンスアイスワールドチームの一員として活動している。

## 主な戦績
| 大会/年            | 2009-10 | 2010-11 | 2011-12 | 2012-13 | 2014-15 |
| ------------------ | ------- | ------- | ------- | ------- | ------- |
| 全日本選手権       |         | 16      | 14      | 30      | 22      |
| フィンランディア杯 |         |         | 8       |         |         |
| メラーノ杯         |         | 2       |         |         |         |
| 全日本Jr.選手権    | 13      |         |         |         |         |

### 詳細
| 2014-2015 シーズン    |                                              |          |          |           |
| 開催日                | 大会名                                       | SP       | FS       | 結果      |
| 2014年12月25日 - 28日 | 第83回全日本フィギュアスケート選手権（長野） | 24 43.23 | 22 78.66 | 22 121.89 |

| 2012-2013 シーズン    |                                              |          |    |      |
| 開催日                | 大会名                                       | SP       | FS | 結果 |
| 2012年12月20日 - 24日 | 第81回全日本フィギュアスケート選手権（札幌） | 30 37.40 | -  | 30   |

| 2011-2012 シーズン    |                                                |          |          |           |
| 開催日                | 大会名                                         | SP       | FS       | 結果      |
| 2011年12月22日 - 25日 | 第80回全日本フィギュアスケート選手権（門真市） | 18 45.74 | 14 89.94 | 14 135.68 |
| 2011年10月6日 - 9日   | 2011年フィンランディア杯（ヴァンター）         | 8 37.92  | 8 65.52  | 8 103.44  |

| 2010-2011 シーズン    |                                              |          |          |           |
| 開催日                | 大会名                                       | SP       | FS       | 結果      |
| 2010年12月24日 - 27日 | 第79回全日本フィギュアスケート選手権（長野） | 15 46.30 | 17 82.57 | 16 128.87 |
| 2010年11月20日 - 21日 | メラーノ杯（メラーノ）                       | 2 48.4   | 2 92.73  | 2 141.13  |

| 2009-2010 シーズン    |                                                      |         |          |           |
| 開催日                | 大会名                                               | SP      | FS       | 結果      |
| 2009年11月22日 - 23日 | 第78回全日本フィギュアスケートジュニア選手権（横浜） | 7 46.12 | 16 70.29 | 13 116.41 |

| 2007-2008 シーズン    |                                                      |          |    |      |
| 開催日                | 大会名                                               | SP       | FS | 結果 |
| 2007年11月24日 - 25日 | 第76回全日本フィギュアスケートジュニア選手権（仙台） | 28 32.96 | -  | 28   |

## プログラム使用曲
| シーズン  | SP                                   | FS                                                                 |
| --------- | ------------------------------------ | ------------------------------------------------------------------ |
| 2014-2015 | キング・オブ・ダンス 振付：川越正大  | 映画『仮面の男』より 作曲：ニック・グレニー＝スミス 振付：若松詩子 |
| 2011-2012 | Brown and Blue 振付：宮本賢二        | ミス・サイゴン 振付：宮本賢二                                      |
| 2010-2011 | LEYENDA/ バネッサメイ 振付：宮本賢二 | ミス・サイゴン 振付：宮本賢二                                      |
| 2009-2010 | LEYENDA/ バネッサメイ 振付：宮本賢二 | Cornish Rhapsody 振付：荻山華乃                                    |
| 2008-2009 | アルグレット 振付：荻山華乃          | Cornish Rhapsody 振付：荻山華乃                                    |